# She-Venom
She-Venom is de naam van twee fictieve personages uit de strips van Marvel Comics.
De eerste She-Venom was Ann Weying, de ex-vrouw van Eddie Brock. Zij werd She-Venom toen Eddie haar de Venom symbioot gaf. Zij werd bedacht door David Michelinie en Mark Bagly.
De tweede She-Venom was de communicatiespecialist Patricia Robertson. Zij werd She-Venom door een kloon van de Venom symbioot. Zij werd bedacht door Daniel Way en Francisco Herrera.

## Ann Weying
Ann Weying verscheen voor het eerst in Amazing Spider-Man #375. Ze was Eddie Brocks ex-vrouw en een succesvolle advocaat. Ze hielp Spider-Man door haar verleden met Eddie met hem te delen. Later volgde ze Spider-Man naar het amusementspark waar Venom zogenaamd Peters ouders gevangen zou houden (in werkelijkheid was dit een val). Ze confronteerde haar gestoorde ex-man en slaagde erin Eddie over te halen zijn vendetta tegen Spider-Man op te geven. Toen Ann werd neergeschoten door Sin-Eater II, verliet de Venom symbioot Eddie en bond zich aan Ann om haar te redden. Hierdoor veranderde ze in She-Venom.
Als She-Venom zocht Ann wraak op alle mannen die haar ooit iets hadden misdaan. Ze ging zo gewelddadig te keer dat Eddie zelfs bang voor haar werd, en de symbioot overhaalde zich weer aan hem te binden. Toen Ann de lichamen zag die ze had achtergelaten beweerde ze dat “dat ding” (de symbioot) haar dit had laten doen. Eddie corrigeerde haar echter met de mededeling dat de symbioot je nooit iets kan laten doen wat je echt niet wil.
Later arresteerde de politie Ann op valse verdenkingen (los van haar wandaden als She-Venom) om Venom te vangen. Ann waarschuwde Eddie over de telefoon en liet hem beloven niet tussenbeide te komen. Hij beloofde dat Eddie Brock haar niet zou komen helpen, maar zijn andere ik wel. Hij stuurde Ann de Venom symbioot toe via de telefoonlijn. De symbioot bond zich weer aan haar, waarna ze zelf kon ontsnappen.
In Amazing Spider-Man (vol 2.) 19, pleegde Ann Weying zelfmoord omdat ze niet kon leven met haar ervaringen als She-Venom, het feit dat Eddie Brock weer was teruggekeerd in haar leven en dat hij nu Venom was. Haar grafsteen werd getoond in Amazing Spider-Man #22.

## Patricia Robertson
De tweede She-Venom verscheen in de Venom stripserie uit 2003.
Patricia Robertson was een communicatiespecialist voor het Amerikaanse leger bij een radar installatie in Canada. Ze was bij het leger gegaan om “zichzelf te bewijzen”. Gedurende en routine bevoorrading bij een buitenpost bemand door de Ararat Corporatie ontdekte ze tot haar schok dat iedereen bij de installatie was gedood, behalve een wetenschapper in de vriezer. Ze bracht hem terug naar de basis voor medische behandeling, waar ook al snel mysterieuze slachtoffers vielen. Het bleek dat de Ararat Corporatie werd geleid door een buitenaardse kolonie van miniatuur spinrobots onder leiding van een zekere Bob, die probeerden te infiltreren in de Amerikaanse Overheid. Deze wezens hadden ook de Venom Symbioot gekloond om hun doel te vervullen: de uitroeiing van het menselijke ras. In tegenstelling tot de echte Venom zorgde de kloon juist dat zijn gastlichaam snel van alle energie werd ontdaan en stierf.
De kloon was verantwoordelijk voor de moorden, en ging door ondanks pogingen van Robertson en haar nieuwe helper om hem te stoppen. Het mysterieuze Pak was gemaakt van dezelfde robots als Bob, die blijkbaar tegen zijn wil naar de Aarde was gehaald door Reed Richards en tot agent gemaakt door Nick Fury. Het is niet duidelijk of het Pak loyaal is aan Nick Fury of Bob, of geen van beide. Terwijl Robertson bewusteloos was, veranderde het pak haar met cybernetische implantaten, zodat ze de symbioot kon beheersen als die zich met haar verbond. De symbioot bond zich inderdaad aan haar, waardoor Patricia de nieuwe She-Venom werd.
Een van Bobs agenten, vermomd als het Pak, vertelde Robertson dat ze de echte Venom moest doden, omdat de symbioten anders de mensheid zouden uitroeien. Ze bevrijdde Venom uit de S.H.I.E.L.D.-gevangenis. Hun eerste gevecht werd onderbroken door het echte Pak, die kwaad was dat Patricia naar New York was gekomen omdat de symbioot zo een ander gastlichaam kon uitzoeken. Toen Bob middels afstandsbediening Patrica's implantaten uitschakelde, kreeg de symbioot controle over haar. Ze bleef proberen om Venom te doden, en bevocht ook Spider-Man toen die in de weg stond. Ze werd gevangen door de Fantastic Four, die haar als aas gebruikten voor een val voor Venom. Door Spider-Mans tussenkomst mislukte het plan echter, en een nieuw gevecht tussen Robertson en Venom vond plaats. Venom absorbeerde Robertsons symbiootkloon, precies zoals Bob hoopte, waardoor zijn omvang toenam en hij besloot de plannen van de Ararat Corporatie uit te voeren. Patricia's lot na dit alles is niet bekend.

## Krachten en vaardigheden
She-Venom heeft alle krachten van de originele Venom, inclusief ongelimiteerde webben, vormverandering, bovenmenselijke kracht en immuniteit voor detectie door Spider-Mans spinnenzintuig.

## In andere media
She-Venom verschijnt in de films Venom en Venom: Let There Be Carnage als Anne Weying, waarin ze wordt gespeeld door Michelle Williams. 